# Rue du Caire
La rue du Caire est une voie du 2e arrondissement de Paris, en France.

## Situation et accès

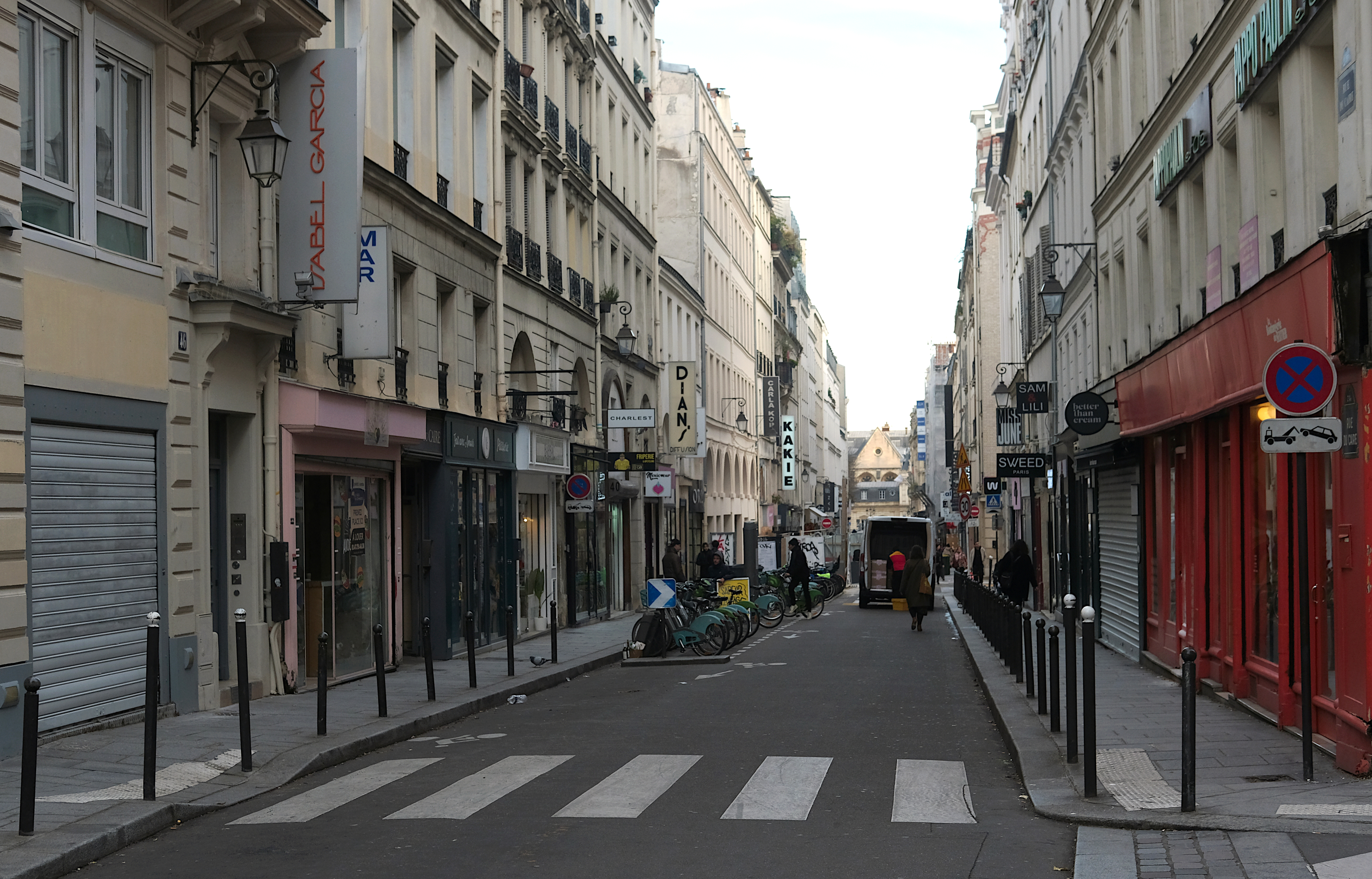
Rue du Caire vue depuis la place du Caire.

La rue du Caire est une voie publique située dans le 2e arrondissement de Paris. Elle débute au 111, boulevard de Sébastopol et se termine au 2, place du Caire.
La rue du Caire est desservie par la ligne 3 aux stations Sentier et Réaumur - Sébastopol et la ligne 4 à la station Réaumur - Sébastopol.

## Origine du nom
Le nom du Caire lui fut donné en mémoire de l'entrée victorieuse des troupes françaises au Caire, le 23 juillet 1798.

## Historique
Cette rue a été ouverte à la fin de l'année 1799 sur une partie des bâtiments et des jardins du couvent des Filles-Dieu, rue Saint-Denis.

## Bâtiments remarquables, et lieux de mémoire
La Cour des Miracles de la rue des Forges y était située à proximité.

Panneaux Histoire de Paris
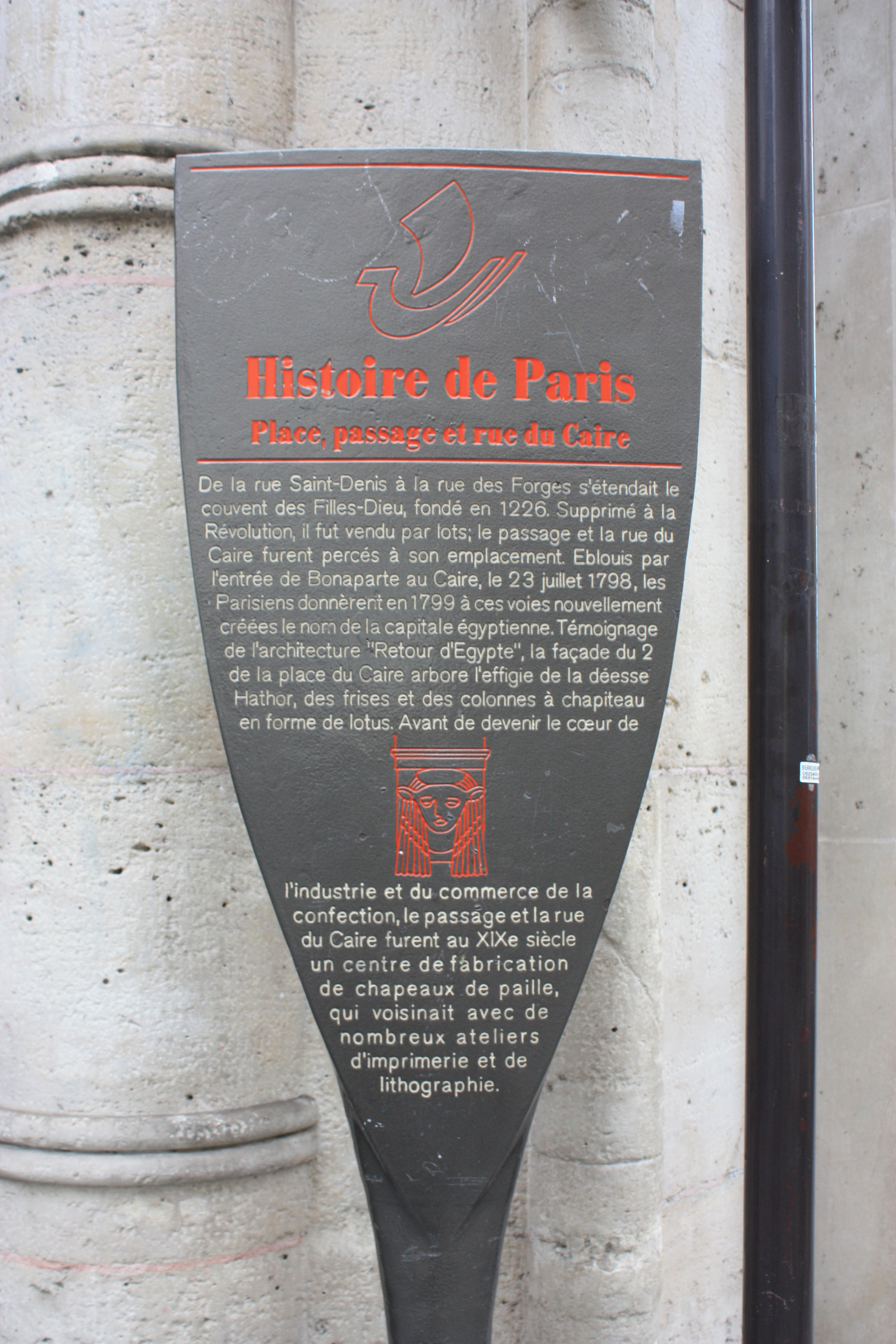
Panneau Histoire de Paris « Place, passage et rue du Caire »
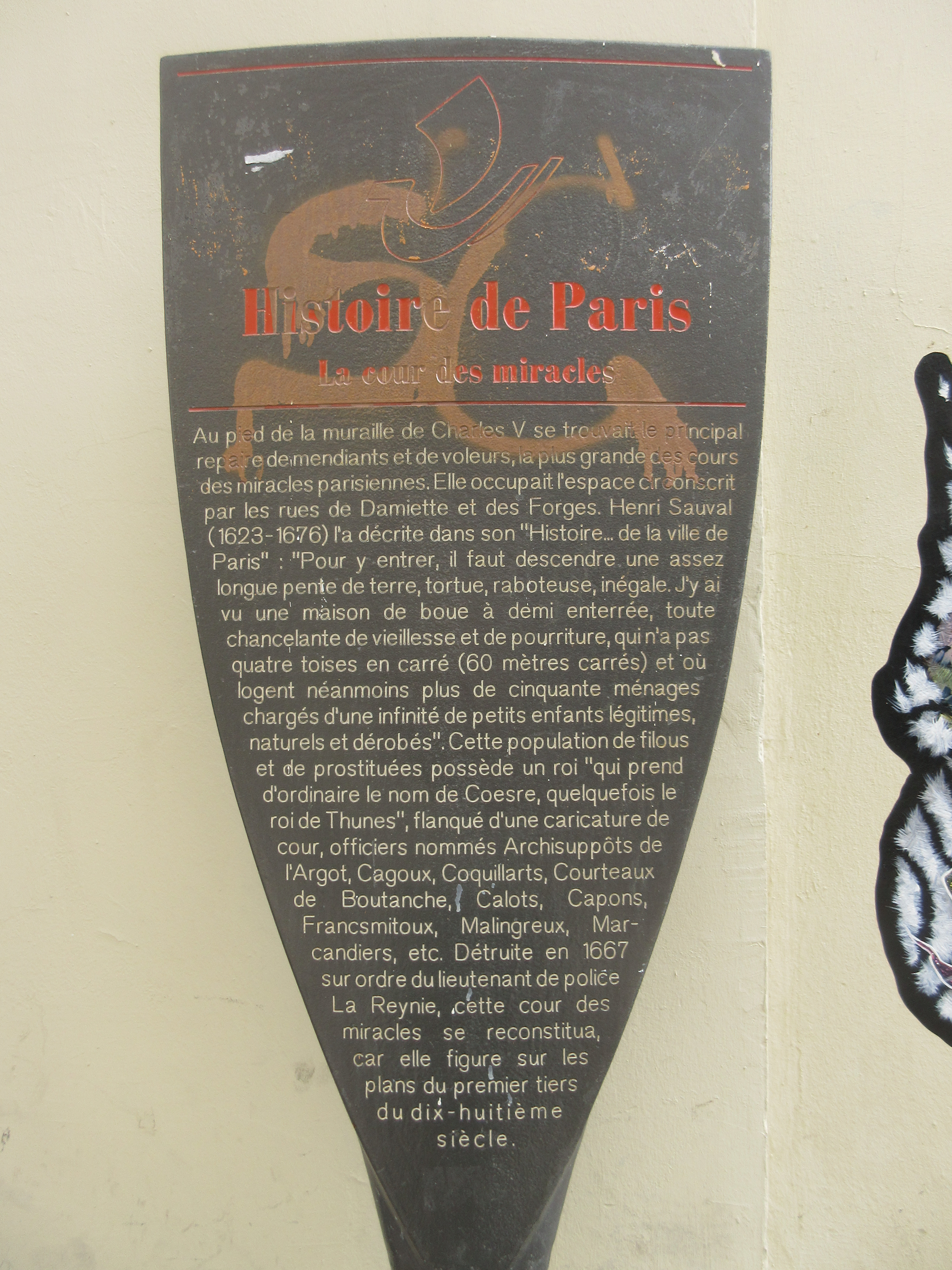
Panneau Histoire de Paris « La Cour des Miracles »

## Pour approfondir